# Bolesław Kistelski
Bolesław Romuald Kistelski (ur. 26 września 1900 w Pabianicach, zm. wiosną 1940 w Katyniu) – porucznik piechoty Wojska Polskiego, kawaler Krzyża Walecznych, ofiara zbrodni katyńskiej.

## Życiorys
Urodził się w rodzinie Bolesława i Zofii z Radwańskich. Absolwent w 1919 Szkoły Podchorążych Piechoty w Warszawie, mianowany podporucznikiem. W czerwcu 1920 został przeniesiony z batalionu zapasowego 39 pułku piechoty do Obozu Szkoły Sanitarnej w Dęblinie, a następnie do batalionu zapasowego 23 pułku piechoty.
W okresie międzywojennym pozostał w wojsku. W 1923 oficerem rezerwy w stopniu porucznika pozostawionym w służbie czynnej w 23 pp, w następnym roku przeniesiony do 42 pułku piechoty i został wysłany na kurs przeciwgazowy przy Szkole Broni Chemicznej. Z dniem 1 stycznia 1928 został przemianowany z oficera rezerwy powołanego do służby czynnej na oficera zawodowego w stopniu porucznika (starszeństwo z dniem 1 stycznia 1921 i 78 lokatą w korpusie oficerów piechoty) służył w 42 pułku piechoty. Przeniesiony do rezerwy. W 1936 należał do kadry OK II. W 1934 podlegał pod PKU Wilno Miasto a następnie w 1939 pod PKU Święciany.
Pisał artykuły do specjalistycznej prasy wojskowej, m.in.: „ Kalkulacja użycia środków dymnych w okresie roku budżetowego”, „Nauka użycia granatów dymnych w okresie szkoły szeregowca i drużyny”. Pisał także do Kuriera Wileńskiego.
Między 19 września a 27 października 1939 został aresztowany przez NKWD na Wileńszczyźnie. Po zajęciu tego terenu przez Litwę, MSZ Litwy na początku 1940 wystosował prośby o uwolnienie 349 aresztowanych. W „Wykazie osób aresztowanych i deportowanych do ZSRR sporządzony w MSZ Litwy 24 listopada 1939”, figuruje Bolesław Kistelski, poz 102. Niestety wysiłki rządu litewskiego nie odniosły skutku. Według stanu na kwiecień 1940 był jeńcem obozu w Kozielsku. Między 3 a 5 kwietnia 1940 przekazany do dyspozycji naczelnika smoleńskiego obwodu NKWD – lista wywózkowa bez numeru, poz. 10 z 1.04.1940. Został zamordowany między 4 a 7 kwietnia 1940 przez NKWD w lesie katyńskim. Według stanu na 21 kwietnia 1941, jego akta znajdowały się w 1 Specjalnym Wydziale NKWD ZSRR (UPW). Zidentyfikowany podczas ekshumacji prowadzonej przez Niemców w 1943, zapis w dzienniku ekshumacji pod datą 15.04.1943. Przy szczątkach znaleziono kartę pocztową. Figuruje na liście AM-169-153 i liście Komisji Technicznej PCK pod numerem: GARF-6-0153. W spisie AM i PCK, oraz dokumentach sowieckich widnieje adnotacja, że był w stopniu podporucznika. Nazwisko Kistelskiego znajduje się na liście ofiar (pod nr 0153) opublikowanej w Gońcu Krakowskim nr 94 i w Nowym Kurierze Warszawskim nr 94 z 1943. Krewni do 1950 poszukiwali informacji przez Biuro Informacji i Badań Polskiego Czerwonego Krzyża w Warszawie. W Archiwum Robla (pakiet 0153) znajduje się spis dokumentów znalezionych przy szczątkach Kistelskiego, z zaznaczeniem miejsca zamieszkania małżonki Kistelskiego – Podbrodzie, pow. święciański.

## Życie prywatne
Żonaty z Antoniną z Goeldnerów, miał syna Bolesława (ur. 1924 – 1943). Miał brata, Leszka.

## Upamiętnienie
- Minister obrony narodowej Aleksander Szczygło decyzją Nr 439/MON z 5 października 2007 awansował go pośmiertnie na stopnień kapitana. Awans został ogłoszony 9 listopada 2007, w Warszawie, w trakcie uroczystości „Katyń Pamiętamy – Uczcijmy Pamięć Bohaterów”[18].
- Krzyż Kampanii Wrześniowej – zbiorowe, pośmiertne odznaczenie pamiątkowe wszystkich ofiar zbrodni katyńskiej (1 stycznia 1986)

## Ordery i odznaczenia
- Krzyż Walecznych – KW 49/K-1526[1]
- Medal Pamiątkowy za Wojnę 1918–1921 „Polska Swemu Obrońcy”
- Medal Dziesięciolecia Odzyskanej Niepodległości